# Wälder am Schäferstein und am Hohen Rott bei Verliehausen
Die Wälder am Schäferstein und am Hohen Rott bei Verliehausen sind ein Naturschutzgebiet in der niedersächsischen Gemeinde Uslar im Landkreis Northeim.

## Allgemeines
Das Naturschutzgebiet mit dem Kennzeichen NSG BR 172 ist circa 102 Hektar groß. Es ist größtenteils identisch mit dem gleichnamigen FFH-Gebiet (auch als „Brenke und Wald am Hohen Rott bei Verliehausen“ bezeichnet). Im Geltungsbereich der Naturschutzverordnung ersetzte es das Landschaftsschutzgebiet „Solling“, von dem es ansonsten vollständig umgeben ist. Das Gebiet steht seit dem 15. Oktober 2020 unter Naturschutz. Zuständige untere Naturschutzbehörde ist der Landkreis Northeim.

## Beschreibung
Das aus zwei Teilflächen bestehende Naturschutzgebiet liegt nordwestlich von Göttingen innerhalb des Naturparks Solling-Vogler. Es stellt zwei zwischen Uslar und Adelebsen gelegene, bewaldete Flächen am Südrand des Sollings unter Naturschutz. Die westliche Teilfläche befindet sich auf in westliche Richtungen exponierten Hängen des Hohen Rotts. Innerhalb des Gebietes entspringt der Klinkbach, der bereits nach wenigen Kilometern in Verliehausen in die Schwülme mündet. Die östliche Teilfläche befindet sich auf südlich exponierten und zum Tal des Lohbachs abfallenden Hängen der Bremker Halbe und der Offenser Sommerhalbe.
Die Wälder sind als Hainsimsen-Buchenwälder und Eichenwälder auf historisch alten Waldstandorten ausgeprägt. Dominierende Baumarten sind Rotbuche und Stiel- bzw. Traubeneiche. Dazu gesellen sich Hängebirke und Eberesche, selten auch Esche und Bergahorn. In der Krautschicht siedeln beispielsweise Weißliche Hainsimse, Waldsauerklee und Schönes Widertonmoos. Die Wälder verfügen über einen hohen Alt- und Totholzanteil. In den Wäldern sind Relikte alter Eichenhutewälder erhalten, die früher im Solling angelegt wurden.
Die Wälder sind Lebensraum unter anderem für Wildkatze, Baummarder und Iltis, die Fledermäuse Großes Mausohr, Bechsteinfledermaus, Wasserfledermaus, Fransenfledermaus, Große und Kleine Bartfledermaus, Rauhautfledermaus, Zwergfledermaus, für Feuersalamander sowie die Vogelarten Kolkrabe, Schwarz-, Grau-, Grün- und Mittelspecht. Weiterhin beherbergt das Gebiet verschiedene holzbewohnende Käferarten wie der Blatthornkäfer Eremit, der Bockkäfer Haarschildiger Halsbock, der Buntkäfer Holzbuntkäfer, der Baumschwammkäfer Mycetophagus piceus, der Düsterkäfer Phloiotrya rufipes, die Pilzkäfer Triplax aenea (Blauflügeliger Faulholzkäfer) und Triplax rufipes, die Pochkäfer Hadrobregmus denticollis und Dorcatoma robusta, der Rindenkäfer Colydium elongatum, die Schienenkäfer Eucnemis capucina, Hylis cariniceps und Hylis olexai, der Schnellkäfer Hypoganus inunctus, die Schröter Hirschkäfer und Kopfhornschröter, die Schwammkäfer Ropalodontus perforatus (Gewöhnlicher Langhaarschwammkäfer) und Cis glabratus, der Speckkäfer Trinodes hirtus, der Stutzkäfer Plegaderus dissectus und der Werftkäfer Schiffswerftkäfer heimisch. Die Wälder bieten auch der Tagfalterart Kaisermantel einen geeigneten Lebensraum.
Das Naturschutzgebiet ist größtenteils von weiteren Waldgesellschaften umgeben. Stellenweise grenzt es an landwirtschaftliche Nutzflächen.